# Barrage de Sevişler
Le barrage de Sevişler est un barrage de Turquie.

## Sources
- (en) www.dsi.gov.tr/tricold/sevisler.htm Site de l'agence gouvernementale turque des travaux hydrauliques